# صحنه (روایت‌شناسی)
صحنه از عناصر داستان است که مکان و زمان وقوع داستان را مشخص می‌کند و در شناساندن شخصیت‌ها، حوادث، و فضای داستان به خواننده نقش مهمی را ایفا می‌کند.

## انواع صحنه
- تاریخ جایگزین
- پادآرمان‌شهر
- دنیای خیالی
- واقعیت مجازی
- آرمان‌شهر